# Западна Норвешка
Западна Норвешка (норв. Vestlandet, Vest-Norge, Vest-Noreg) географски је регион дуж атлантске обале јужне Норвешке. Састоји се од округа Рогаланд, Хордаланд, Согн ог Фјордане и Мере ог Ромсдал.
Укупна популација региона је око 1,3 милиона људи.
Највећи град је Берген, а други највећи је Ставангер. Некада су региони Агдер, Западни Телемарк, Халингдал, Валдрес и северни делови Гудбрандсдала такође припадали Западној Норвешкој.
Површина Западне Норвешке је 58.582 km2.
На норвешком, регион се зове Вест-Норге (Vest-Norge) и Вестланд (Vestlandet), што значи „Западна земља”; за разлику од Естланда односно „Источне земље”.
БДП по глави становника износи 41.000 долара (2013).